# Непшекуев, Сагид Тагирович
Сагид Тагирович Непшекуев — советский государственный и политический деятель, председатель Адыгейского областного исполнительного комитета.

## Биография
Родился 22 декабря 1913 года. Адыг. Член ВКП(б) с 1939 года.
Участник Великой Отечественной войны.
С 1934 года — на общественной и политической работе. В 1934—1977 гг. — учитель школы, директор средней школы, заведующий Шовгеновским районным отделом народного образования, заместитель председателя Исполнительного комитета Шовгеновского районного Совета, председатель Исполнительного комитета Шовгеновского районного Совета, председатель Исполнительного комитета Областного Совета Адыгейской автономной области, заведующий Краснодарским краевым отделом социального обеспечения.
Избирался депутатом Верховного Совета РСФСР 4-го, 5-го, 6-го и 7-го созывов.
С июня 1977 года — на пенсии. Умер 4 августа 1997 года.